# Jaru
Jaru este un oraș în Rondônia (RO), Brazilia.